# Argyreia bracteata
Argyreia bracteata är en vindeväxtart som beskrevs av Jacques Denys Denis Choisy. Argyreia bracteata ingår i släktet Argyreia och familjen vindeväxter. Inga underarter finns listade i Catalogue of Life.